# Polní Voděrady
Polní Voděrady je obec v okrese Kolín asi 9 km jihozápadně od Kolína. Žije zde 215 obyvatel. V roce 2011 zde bylo evidováno 85 adres.
Polní Voděrady je také název katastrálního území o rozloze 4,06 km2.

## Historie
První písemná zmínka o obci pochází z roku 1088 jako majetek vyšehradské kapituly, v roce 1359 jsou vzpomínány jako majetek sázavského kláštera, v jehož držení zůstaly do roku 1547.

### Územněsprávní začlenění
Dějiny územněsprávního začleňování zahrnují období od roku 1850 do současnosti. V chronologickém přehledu je uvedena územně administrativní příslušnost obce v roce, kdy ke změně došlo:
- 1850 země česká, kraj Pardubice, politický okres Kolín, soudní okres Kouřim[6]
- 1855 země česká, kraj Čáslav, soudní okres Kouřim
- 1868 země česká, politický okres Kolín, soudní okres Kouřim
- 1939 země česká, Oberlandrat Kolín, politický okres Kolín, soudní okres Kouřim[7]
- 1942 země česká, Oberlandrat Praha, politický okres Kolín, soudní okres Kouřim[8]
- 1945 země česká, správní okres Kolín, soudní okres Kouřim[9]
- 1949 Pražský kraj, okres Kolín[10]
- 1960 Středočeský kraj, okres Kolín
- 2003 Středočeský kraj, obec s rozšířenou působností Kolín

### Rok 1932
Ve vsi Polní Voděrady (400 obyvatel, četnická stanice) byly v roce 1932 evidovány tyto živnosti a obchody: 3 hostince, krejčí, pekař, povozník, provazník, řezník, 6 obchodů se smíšeným zbožím, sedlář, spořitelní a záložní spolek pro Polní Voděrady, trafika, velkostatek.

### 21. století
Dne 25. dubna 2018 bylo schváleno usnesením výboru pro vědu, vzdělání, kulturu, mládež a tělovýchovu udělení znaku a vlajky obce.

## Pamětihodnosti
- Zámek – první světský majitel Voděrad Jan Zikmund Myška ze Žlunic zřejmě postavil někdy po roce 1569 první tvrz, neboť když majetek získal v roce 1677 jeho syn Jaroslav, tvrz byla již obývána. Od roku 1694 se zde střídá několik majitelů, až Voděrady koupil v roce 1642 Jan Burián Slavíkovec ze Slavíkova. Ten nechal podle některých pramenů vystavět západně od poplužního dvora a bývalé tvrze, která později beze stopy zmizela, nový barokní zámek, který je jádrem dnešní stavby. Tento údaj však zpochybňuje stavebně-historický průzkum zámku, který nepotvrdil barokní zdivo (viz dále), takže pravděpodobně byla pouze stará tvrz barokně opravena a i nadále obývána. Po smrti Jana Buriana odkázala jeho manželka panství svému synovi z prvního manželství, Františku Albrechtovi Mauricovi z Mohrenburgu. Jeho potomci v Polních Voděradech sídlili do roku 1736, kdy ho ve veřejné dražbě koupil František Ignác Bukovský z Hustířan. Poté následovalo několik dalších majitelů, až statek v roce 1861 koupil Václav Ignác z Eisensteinu. Pravděpodobně až za tohoto majitele vznikla podle výsledků stavebně-historického průzkumu novostavba dnešního zámku a teprve nyní byla stará tvrz zbořena (dnes není známo přesné místo, kde stála).

- Kostel Navštívení Panny Marie stojí v dominantní poloze na západním okraji vsi. Byl postaven nejpozději v polovině 14. století na místě románského kostela z 12. století vyšehradskou kapitulou nebo sázavským klášterem (oba jsou střídavě uváděni jako majitelé obce ve 12. až 14. století). V roce 1759 byla zvýšena věž kostela a v letech 1770–1771 byl kostel upraven barokně, uvažuje se o staviteli Františkovi Jedličkovi (?) z Kolína, který však není písemně doložen.

- Sochy v obci a okolí představovaly zajímavý soubor barokních plastik z 18. století. Dodnes se nejlépe dochovala socha sv. Františka Xaverského na severozápadním okraji vsi u silnice do Kolína (z let 1736–1739) a torzo (bez hlavy) sochy sv. Prokopa na vrcholu Jarolímka asi 1,5 km nad vsí (z roku 1745). V obci se dochoval podstavec sochy sv. Jana Nepomuckého (z roku 1744), zničené v roce 1918.

## Doprava
Dopravní síť
- Pozemní komunikace – Do obce vede silnice III. třídy. Ve vzdálenosti 4 km vede silnice II/125 Libice nad Cidlinou - Kolín - Uhlířské Janovice - Vlašim, ve vzdálenosti 4,5 km silnice I/12 Praha - Kutná Hora - Pardubice.

- Železnice – Železniční trať ani stanice na území obce nejsou. Nejbližší železniční stanicí jsou Bečváry ve vzdálenosti 3 km ležící na trati 014 z Kolína do Ledečka.

Veřejná doprava 2011
- Autobusová doprava – V obci měly zastávky příměstské autobusové linky Kolín-Polní Voděrady-Kouřim/Zásmuky (v pracovních dnech 6 spojů), Kolín-Svojšice-Kouřim (v pracovních dnech 10 spojů, o víkendu 3 spoje) a Kolín-Polní Voděrady-Plaňany-Radim (v pracovních dnech 1 spoj) (dopravce Okresní autobusová doprava Kolín, s. r. o.).

## Galerie

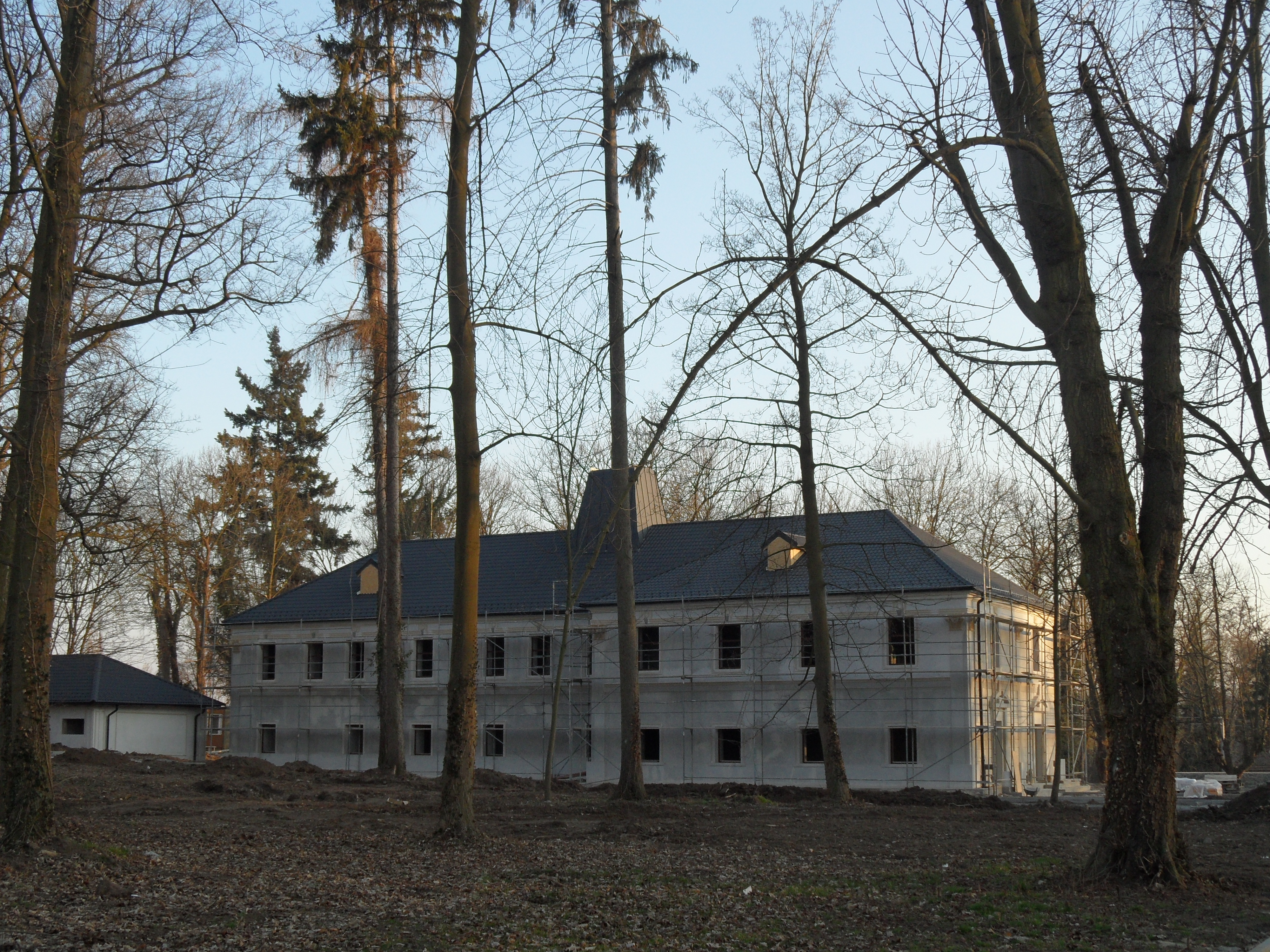
Zámek
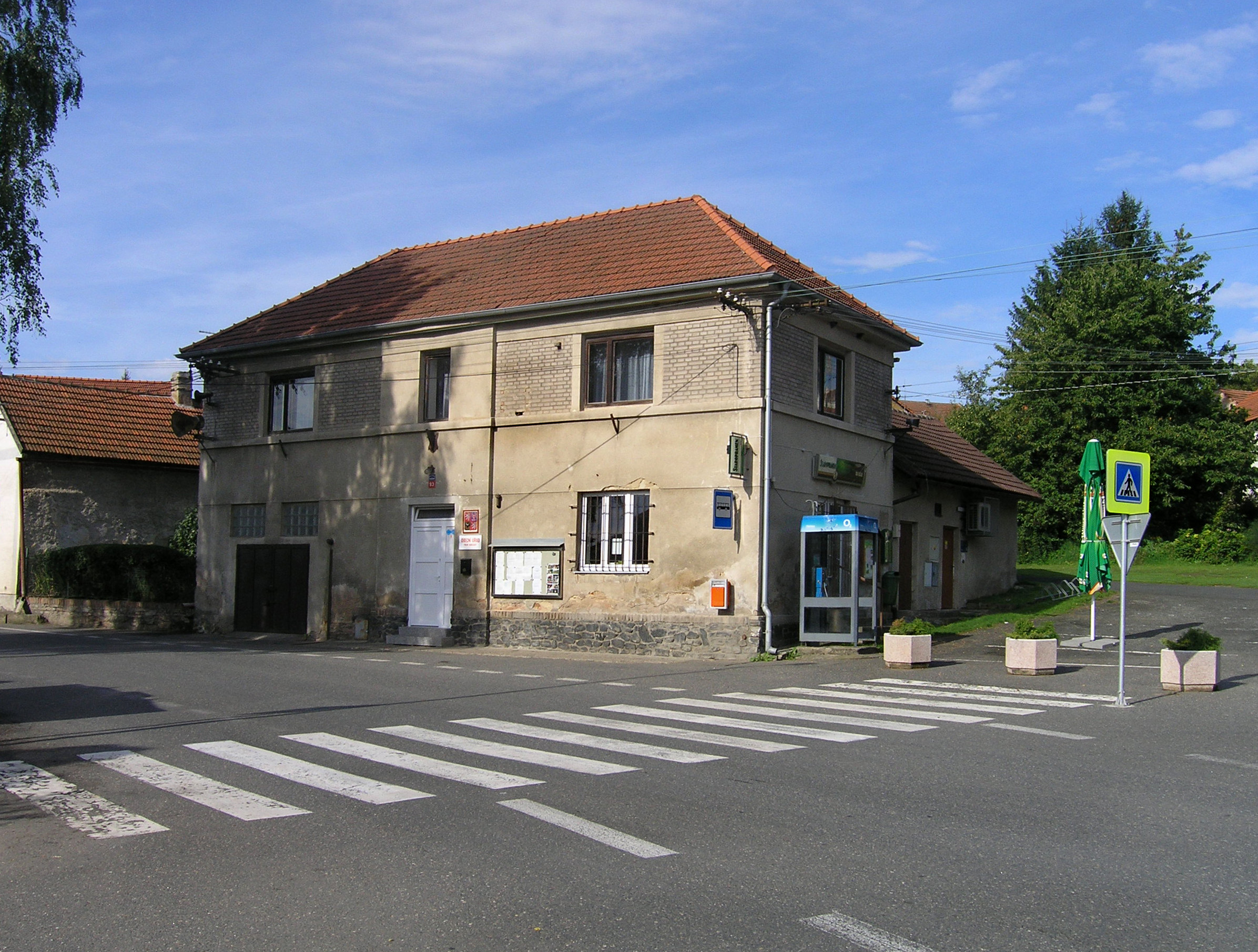
Obecní úřad
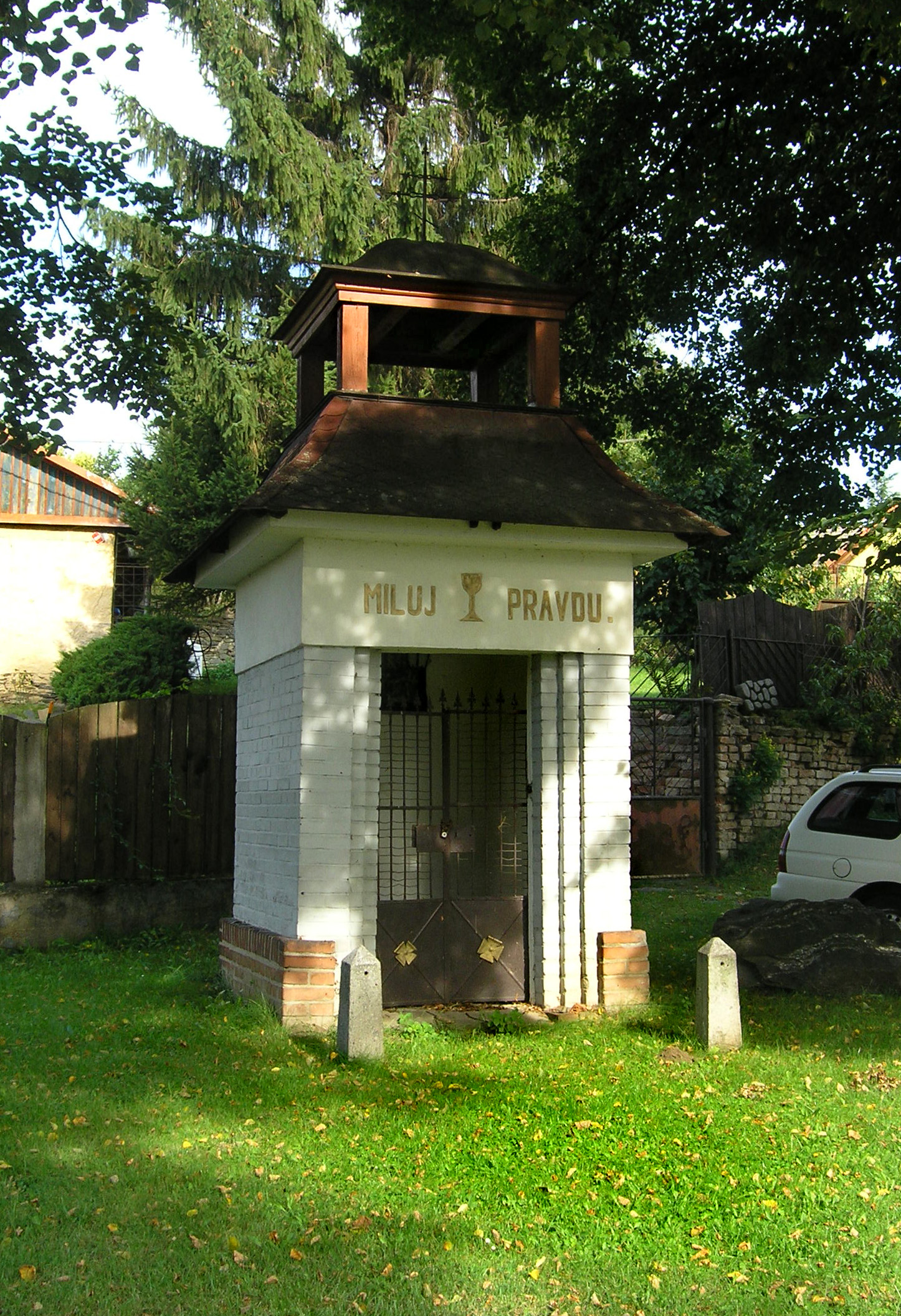
Kaple husitské církve
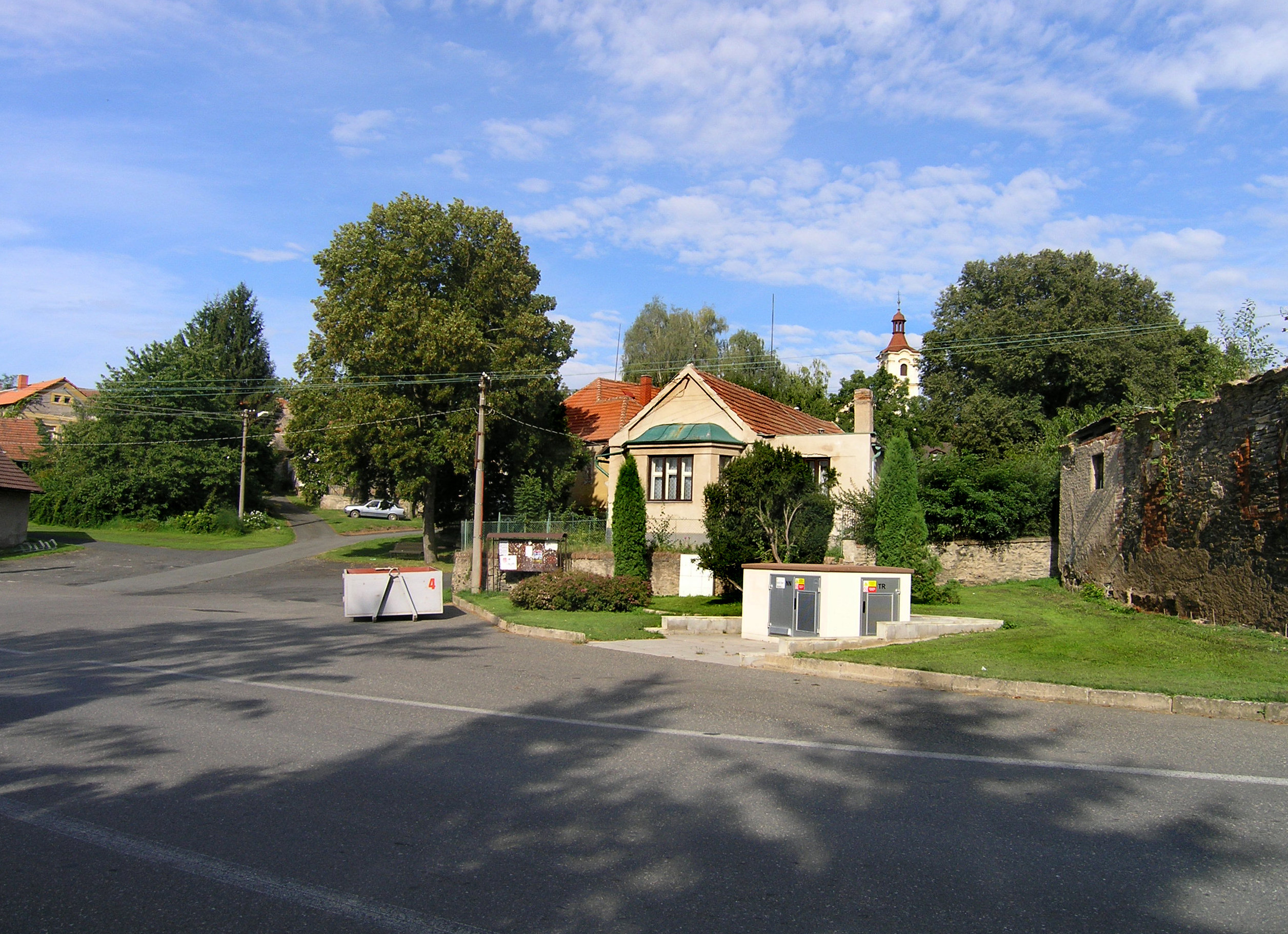
Náves